# 시리우스그나투스
시리우스나투스(Siriusgnathus)는 트라이아스기 후기 브라질에 살았던 키노돈트이다. 현재 존재하는 종은 시리우스그나투스 니메이어룸 (Siriusgnathus neeemeyerorum)이라는 한 종이며 2018년에 명명되었다.